# Голос (Россия, сезон 1)
Первый сезон телевизионного шоу «Голос» транслировался с 5 октября по 29 декабря 2012 года.

## Правила
«Голос» состоит из 3 этапов. Первый этап — это прослушивание всех участников, в результате которого каждый из членов жюри набирает себе команду из 12 человек. Во втором этапе между членами разных команд проводятся попарные состязания. В заключительной части народное голосование выбирает победителя.

## Наставники

Наставники сезона
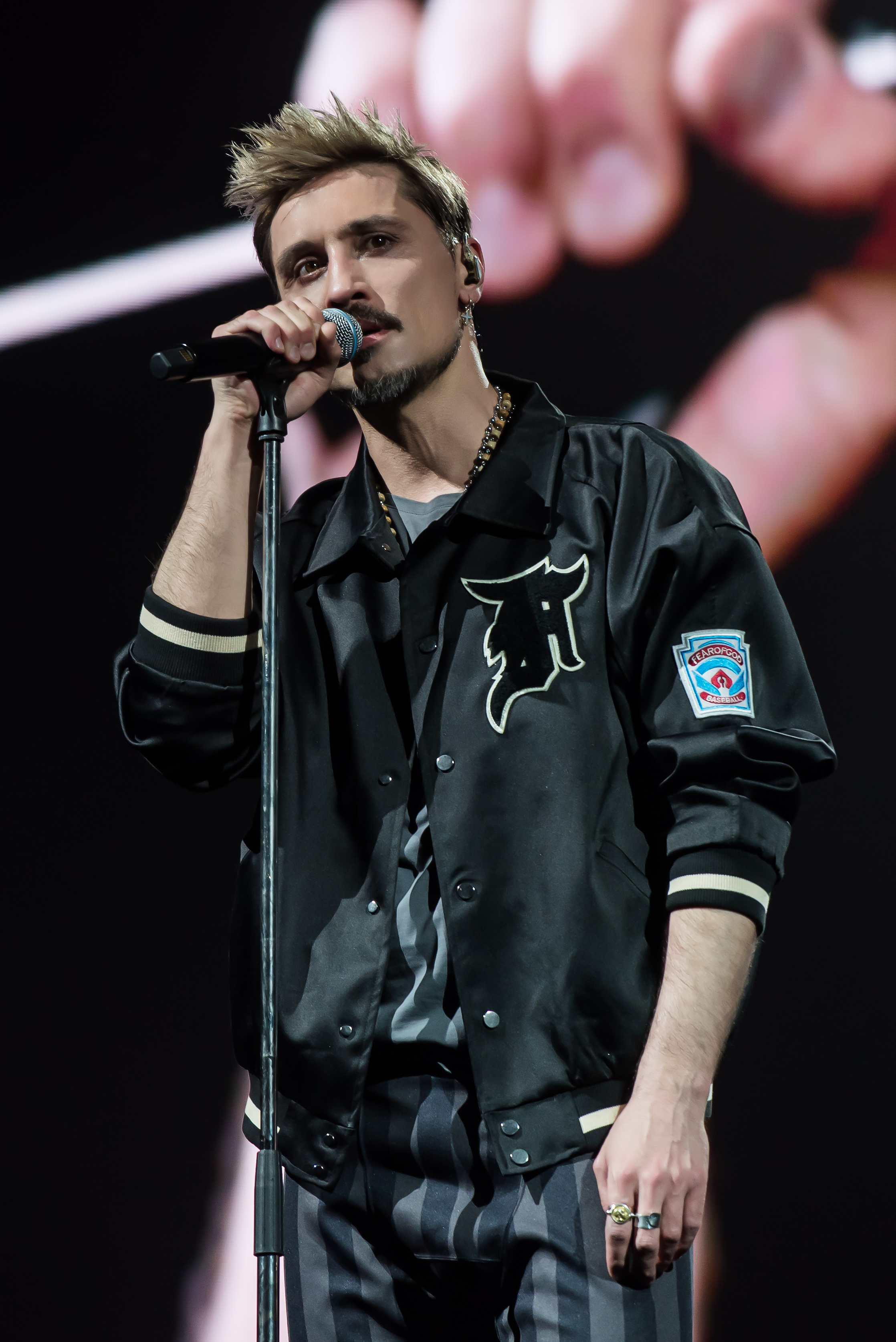
Дима Билан
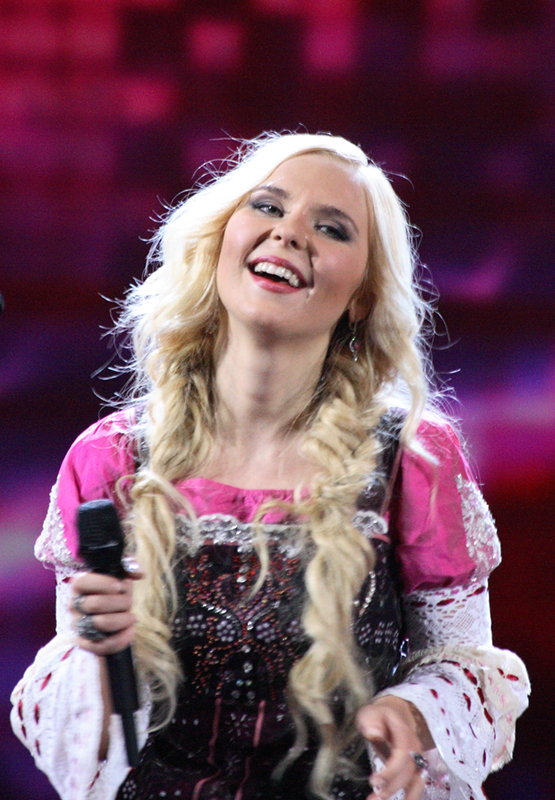
Пелагея
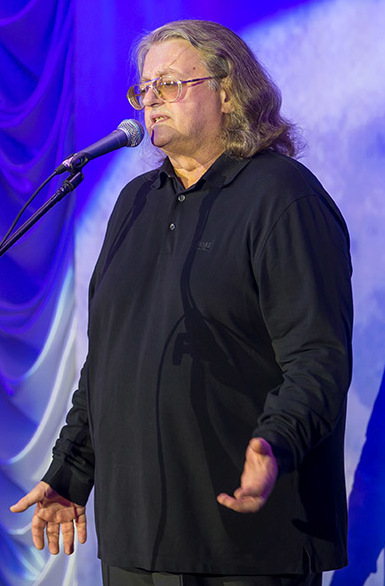
Александр Градский
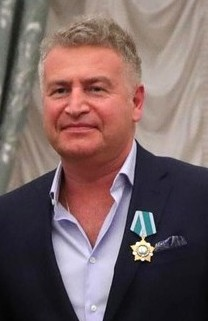
Леонид Агутин

- Дима Билан — российский певец, победитель конкурса «Евровидение-2008».
- Пелагея — фолк-рок-певица, основательница и солистка группы «Пелагея».
- Александр Градский — певец, мультиинструменталист, композитор; заслуженный деятель искусств России и народный артист Российской Федерации.
- Леонид Агутин — российский певец, поэт-песенник, композитор, заслуженный артист Российской Федерации.

## Команды
| - Первое место - Второе место - Третье место - Четвёртое место | - Выбыл в полуфинале - Выбыл в четвертьфинале - Выбыл в супербитве - Выбыл в поединках |

| Наставники            | Топ 48 участников  | Топ 48 участников | Топ 48 участников    | Топ 48 участников                    | Топ 48 участников     | Топ 48 участников |
| --------------------- | ------------------ | ----------------- | -------------------- | ------------------------------------ | --------------------- | ----------------- |
| Дима Билан            |                    |                   |                      |                                      |                       |                   |
| Маргарита Позоян      | Ольга Кляйн        | Юлия Терещенко    | Анастасия Кашникова  | Алекс Малиновский                    | Анастасия Чеважевская |                   |
| Наталья Терехова      | Валерия Ахатова    | Ксения Герасимова | Алина Башкина        | Анжелика Фролова и Виктория Кузьмина | Артём Демишев         |                   |
| Пелагея               |                    |                   |                      |                                      |                       |                   |
| Эльмира Калимуллина   | Мария Гойя         | Анри Гогниашвили  | Роман Втюрин         | Ачи Пурцеладзе                       | Никита Поздняков      |                   |
| Гаяна Захарова        | Анна Золотова      | Мари Карне        | Дина Гарифуллина     | Оксана Петрова                       | Джулиана Стрейнджлав  |                   |
| Александр Градский    |                    |                   |                      |                                      |                       |                   |
| Дина Гарипова         | Евгений Кунгуров † | Полина Зизак      | Илья Юдичев          | Павел Пушкин                         | Светлана Сайдиева     |                   |
| Валерия Гринюк        | Методие Бужор      | Дарья Дубовицкая  | Павел Тарасов        | Артур Васильев                       | Сослан Кулумбеков     |                   |
| Леонид Агутин         |                    |                   |                      |                                      |                       |                   |
| Анастасия Спиридонова | Эдвард Хачарян     | Артём Качарян     | Иделия Мухаметзянова | Александр Поздняков                  | Севара Назархан       |                   |
| Злат Хабибуллин       | Влада Чупрова      | Алиса Гелисс      | Лия Саркисян         | Александра Барташевич                | Софья Авазашвили      |                   |

## Слепые прослушивания

### Выпуск № 1: Слепые прослушивания. 1-я неделя
Выпуск вышел в эфир 5 октября 2012 года. В начале выпуска наставники проекта исполнили песню группы The Beatles «Let it be».
| №  | Исполнитель                                               | Песня                                                                      | Выбор участников и наставников | Выбор участников и наставников | Выбор участников и наставников | Выбор участников и наставников |
| №  | Исполнитель                                               | Песня                                                                      | Билан                          | Пелагея                        | Градский                       | Агутин                         |
| -- | --------------------------------------------------------- | -------------------------------------------------------------------------- | ------------------------------ | ------------------------------ | ------------------------------ | ------------------------------ |
| 1  | Юлия Терещенко 22 года, Москва                            | «Мир без любимого» (Александр Зацепин / Юрий Энтин)                        |                                | —                              | —                              |                                |
| 2  | Вячеслав Ольховский 50 лет,Грозный,Чеченская Республика   | «Я люблю тебя до слёз» (Игорь Крутой / Игорь Николаев)                     | —                              | —                              | —                              | —                              |
| 3  | Анна Золотова 20 лет, Самара                              | Ария Далилы из оперы «Самсон и Далила» (Камиль Сен-Санс / Фердинанд Лемер) |                                |                                |                                |                                |
| 4  | Марк Юсим 24 года,Глазов                                  | «This Love» (Адам Левин / Джесси Кармайкл)                                 | —                              | —                              | —                              | —                              |
| 5  | Ксения Герасимова 19 лет, Иваново                         | «Валенки»                                                                  |                                | —                              | —                              | —                              |
| 6  | Эдвард Хачарян 28 лет, Сочи                               | «Historia de un Amor» (Карлос Альмаран)                                    |                                |                                |                                |                                |
| 7  | Вероника Глебова 23 года, Омск                            | «Чудесная страна» (Евгений Хавтан / Жанна Агузарова, Алексей Понизовский)  | —                              | —                              | —                              | —                              |
| 8  | Маша Гойя 24 года, Киев, Украина                          | «The Best» (Майк Чепмен / Холли Найт)                                      | —                              |                                | —                              | —                              |
| 9  | Полина Зизак 19 лет, Москва                               | «At Last» (Мак Гордон / Гарри Уоррен)                                      | —                              | —                              |                                | —                              |
| 10 | Глеб Матвейчук 31 год, Москва                             | «До свидания, мама» (Николай Девлет-Кильдеев / Павел Жагун)                | —                              | —                              | —                              | —                              |
| 11 | Александра Барташевич 23 года, Брест, Республика Беларусь | «I Feel Good» (Джеймс Браун)                                               |                                |                                | —                              |                                |
| 12 | Роман Втюрин 23 года, Нижний Новгород                     | «Скажите, девушки» (Родолфо Фальво / Энцо Фуско, Михаил Улицкий)           | —                              |                                | —                              | —                              |

### Выпуск № 2: Слепые прослушивания. 2-я неделя
Выпуск вышел в эфир 12 октября 2012 года.
| №  | Исполнитель                              | Песня                                                           | Выбор участников и наставников | Выбор участников и наставников | Выбор участников и наставников | Выбор участников и наставников |
| №  | Исполнитель                              | Песня                                                           | Билан                          | Пелагея                        | Градский                       | Агутин                         |
| -- | ---------------------------------------- | --------------------------------------------------------------- | ------------------------------ | ------------------------------ | ------------------------------ | ------------------------------ |
| 1  | Евгений Кунгуров 29 лет, Москва          | «Разговор со счастьем» (Александр Зацепин / Леонид Дербенев)    | —                              | —                              |                                | —                              |
| 2  | Ольга Кляйн 25 лет, Екатеринбург         | «I Believe I Can Fly» (Ар Келли)                                |                                | —                              |                                |                                |
| 3  | Павел Тарасов 39 лет, Нижний Новгород    | «Беловежская пуща» (Александра Пахмутова / Николай Добронравов) |                                | —                              |                                | —                              |
| 4  | Марина Матвеева 26 лет, Москва           | «My All» (Мэрайя Кэри, Уолтер Афанасьефф)                       | —                              | —                              | —                              | —                              |
| 5  | Анри Гогниашвили 21 год, Тбилиси, Грузия | «You Can Leave Your Hat On» (Рэнди Ньюман)                      |                                |                                | —                              | —                              |
| 6  | Алина Башкина 19 лет, Донецк, Украина    | «Эхо любви» (Евгений Птичкин / Роберт Рождественский)           |                                | —                              | —                              | —                              |
| 7  | Елена Оркина 25 лет, Ростов-на-Дону      | «Milord» (Маргарита Монно / Жорж Мустаки)                       | —                              | —                              | —                              | —                              |
| 8  | Влада Чупрова 26 лет, Санкт-Петербург    | «Mercy» (Стив Букер / Даффи)                                    |                                |                                | —                              |                                |
| 9  | Константин Шустарев 47 лет, Сестрорецк   | «Вьюга» (Фил Гинзбург / Егор Захаров)                           | —                              | —                              | —                              | —                              |
| 10 | Дина Гарифуллина 19 лет, Уфа             | «Strong Enough» (Марк Тейлор / Пол Бэрри)                       |                                |                                |                                | —                              |
| 11 | Андрей Максимов 17 лет, Санкт-Петербург  | «Луч солнца золотого» (Геннадий Гладков / Юрий Энтин)           | —                              | —                              | —                              | —                              |
| 12 | Мари Карне 21 год, Москва                | «Summertime» (Джордж Гершвин / Дюбоз Хейуорд)                   |                                |                                | —                              | —                              |

### Выпуск № 3: Слепые прослушивания. 3-я неделя
Выпуск вышел в эфир 19 октября 2012 года.
| №  | Исполнитель                                      | Песня                                                             | Выбор участников и наставников | Выбор участников и наставников | Выбор участников и наставников | Выбор участников и наставников |
| №  | Исполнитель                                      | Песня                                                             | Билан                          | Пелагея                        | Градский                       | Агутин                         |
| -- | ------------------------------------------------ | ----------------------------------------------------------------- | ------------------------------ | ------------------------------ | ------------------------------ | ------------------------------ |
| 1  | Анастасия Спиридонова 27 лет, Великие Луки       | «Simply the Best» (Майк Чепмен / Холли Найт)                      |                                | —                              |                                |                                |
| 2  | Филипп Черевко 26 лет, Ноябрьск                  | «Парень чернокожий» (Леонид Агутин)                               | —                              | —                              | —                              | —                              |
| 3  | Севара Назархан 35 лет, Ташкент, Узбекистан      | «Je t’aime» (Рик Аллисон / Лара Фабиан)                           |                                |                                | —                              |                                |
| 4  | Артём Качарян 23 года, Владикавказ               | «Hello» (Лайонел Ричи)                                            | —                              | —                              | —                              |                                |
| 5  | Дарья Летичевская 23 года, Москва                | «Останусь» (Валерий Стронский / Леонид Притула / Дмитрий Притула) | —                              | —                              | —                              | —                              |
| 6  | Олег Митринюк 32 года, Кострома                  | «Я вижу свет» (Александр Розенбаум)                               | —                              | —                              | —                              | —                              |
| 7  | Светлана Сайдиева 28 лет, Ташкент, Узбекистан    | «I Will Always Love You» (Уитни Хьюстон)                          |                                | —                              |                                | —                              |
| 8  | Анастасия Кашникова 35 лет, Москва               | «Мир без любимого» (Александр Зацепин / Юрий Энтин)               |                                | —                              | —                              | —                              |
| 9  | Артем Демишев 26 лет, Москва                     | «Feeling Good» (Энтони Ньюли / Лесли Брикасс)                     |                                |                                |                                |                                |
| 10 | Эльмира Калимуллина 24 года, Казань / Нижнекамск | «Колыбельная» (Полина Гагарина)                                   | —                              |                                | —                              | —                              |
| 11 | Рената Байкова 25 лет, Уфа                       | «At Last» (Мак Гордон / Гарри Уоррен)                             | —                              | —                              | —                              | —                              |
| 12 | Артур Васильев 25 лет, Санкт-Петербург           | «Con te partirò» (Франческо Сартори / Лучио Кварантото)           | —                              | —                              |                                | —                              |

### Выпуск № 4: Слепые прослушивания. 4-я неделя
Выпуск вышел в эфир 26 октября 2012 года.
| №  | Исполнитель                                                        | Песня                                                            | Выбор участников и наставников | Выбор участников и наставников | Выбор участников и наставников | Выбор участников и наставников |
| №  | Исполнитель                                                        | Песня                                                            | Билан                          | Пелагея                        | Градский                       | Агутин                         |
| -- | ------------------------------------------------------------------ | ---------------------------------------------------------------- | ------------------------------ | ------------------------------ | ------------------------------ | ------------------------------ |
| 1  | Фёдор Рытиков 49 лет, Зеленоград                                   | «Скажите, девушки» (Родолфо Фальво / Энцо Фуско / Михаил Улицкий | —                              | —                              | —                              | ―                              |
| 2  | Маргарита Позоян 27 лет, Москва                                    | «I Will Always Love You» (Долли Партон)                          |                                | —                              |                                |                                |
| 3  | Кристина Коновалова 23 года, Москва                                | «Симона» (Владимир Кузьмин)                                      | —                              | —                              | —                              | ―                              |
| 4  | Сослан Кулумбеков 35 лет, Цхинвали, Грузия                         | «Historia de un Amor» (Карлос Альмаран)                          | —                              | —                              |                                | —                              |
| 5  | Оксана Мухина 32 года, Тырныауз, Кабардино-Балкария                | «Woman in Love» (Барри Гибб / Робин Гибб)                        | —                              | —                              | —                              | ―                              |
| 6  | Дина Гарипова 21 год, Зеленодольск                                 | «А напоследок я скажу» (Андрей Петров / Белла Ахмадулина)        | —                              | —                              |                                | —                              |
| 7  | Оксана Петрова 28 лет, Магадан                                     | «Я ― то, что надо» (Валерий Сюткин)                              |                                |                                | —                              | —                              |
| 8  | Ачи Пурцеладзе 33 года, Тбилиси, Грузия                            | «Summertime» (Джордж Гершвин / Дюбоз Хейуорд)                    | —                              |                                | —                              |                                |
| 9  | Анна-Ника Вакарь 18 лет, Бельцы, Республика Молдова                | «Улетаю» (Байгали Серкебаев)                                     | —                              | —                              | —                              | ―                              |
| 10 | Софья Авазашвили 23 года, Чебоксары,Чувашская Республика — Чувашия | «Domino» (Джесси Джей / Лукаш Готвальд / Клод Келли)             | —                              | —                              | —                              |                                |
| 11 | Илья Юдичев 37 лет, Москва                                         | «Caruso» (Лучо Далла)                                            | —                              | —                              |                                | —                              |
| 12 | Иделия Мухаметзянова 21 год, Ульяновск                             | «Let It Be» (Пол Маккартни / Джон Леннон)                        |                                |                                |                                |                                |

### Выпуск № 5: Слепые прослушивания. 5-я неделя
Выпуск вышел в эфир 4 ноября 2012 года.
| №  | Исполнитель                                                          | Песня                                                                              | Выбор участников и наставников | Выбор участников и наставников | Выбор участников и наставников | Выбор участников и наставников |
| №  | Исполнитель                                                          | Песня                                                                              | Билан                          | Пелагея                        | Градский                       | Агутин                         |
| -- | -------------------------------------------------------------------- | ---------------------------------------------------------------------------------- | ------------------------------ | ------------------------------ | ------------------------------ | ------------------------------ |
| 1  | Александр Поздняков 19 лет, Москва                                   | «You Can Leave Your Hat On» (Рэнди Ньюман)                                         |                                |                                | —                              |                                |
| 2  | Никита Поздняков 27 лет, Москва                                      | «Unchain My Heart» (Бобби Шарп)                                                    | —                              |                                | —                              | —                              |
| 3  | Ольга Ковалёва 20 лет, Екатеринбург                                  | «Чудесная страна» (Евгений Хавтан / Жанна Агузарова / Алексей Понизовский)         | —                              | —                              | —                              | —                              |
| 4  | Наталья Терехова 26 лет, Тула                                        | «My All» (Мэрайя Кэри / Уолтер Афанасьефф)                                         |                                | —                              | ―                              | —                              |
| 5  | Валерия Гринюк 22 года, Ташкент, Узбекистан                          | «Останусь» (Валерий Стронский / Леонид Притула / Дмитрий Притула)                  | —                              | ―                              |                                | —                              |
| 6  | Виталий Милушев 26 лет, Крымск                                       | «Актриса» (Константин Меладзе)                                                     | —                              | —                              | —                              | —                              |
| 7  | Вероника Шрамко 19 лет, Краснодар                                    | «Domino» (Джесси Джей / Лукаш Готвальд / Клод Келли)                               | —                              | —                              | —                              | —                              |
| 8  | Павел Пушкин 38 лет, Владивосток                                     | Ария Далилы из оперы «Самсон и Далила» (Шарль Камиль Сен-Санс / Франс Шарль Лемэр) |                                |                                |                                | —                              |
| 9  | Гаяна Захарова 20 лет, Краснодар                                     | «Колыбельная» (Полина Гагарина)                                                    | —                              |                                | —                              | —                              |
| 10 | Илья Пичко 18 лет, Шахты Ростовская область                          | «Это здорово» (Николай Носков / Игорь Брусенцов)                                   | —                              | —                              | —                              | —                              |
| 11 | Лия Саркисян 18 лет, Федоскино, Московская область                   | «At Last» (Мак Гордон / Гарри Уоррен)                                              | —                              | —                              | —                              |                                |
| 12 | Анжелика Фролова и Виктория Кузьмина («Sugarmammas») Сургут / Москва | «Simply the Best» (Майк Чепмен / Холли Найт)                                       |                                |                                |                                |                                |

### Выпуск № 6: Слепые прослушивания. 6-я неделя
Выпуск вышел в эфир 9 ноября 2012 года.
| №  | Исполнитель                                                   | Песня                                                           | Выбор участников и наставников | Выбор участников и наставников | Выбор участников и наставников | Выбор участников и наставников |
| №  | Исполнитель                                                   | Песня                                                           | Билан                          | Пелагея                        | Градский                       | Агутин                         |
| -- | ------------------------------------------------------------- | --------------------------------------------------------------- | ------------------------------ | ------------------------------ | ------------------------------ | ------------------------------ |
| 1  | Злат Хабибуллин 26 лет, Уфа,Республика Башкортостан           | «I Feel Good» (Джеймс Браун)                                    |                                |                                |                                |                                |
| 2  | Екатерина Печкурова 25 лет, Санкт-Петербург                   | «Любовь настала» (Раймонд Паулс / Роберт Рождественский)        | —                              | —                              | —                              | —                              |
| 3  | Дарья Дубовицкая 25 лет, Москва                               | «I Will Always Love You» (Долли Партон)                         | —                              | —                              |                                | —                              |
| 4  | Лев Эльгардт 29 лет, Тверь                                    | «Я ― то, что надо» (Валерий Сюткин)                             | ―                              | —                              | —                              | —                              |
| 5  | Валерия Ахатова 26 лет, Надым,Ямало-Ненецкий автономный округ | «Domino» (Джесси Джей / Лукаш Готвальд / Клод Келли)            |                                | —                              | —                              | —                              |
| 6  | Алекс Малиновский 26 лет, Магадан                             | «Беловежская пуща» (Александра Пахмутова / Николай Добронравов) |                                | —                              | —                              | —                              |
| 7  | Анастасия Иван 23 года, Киев, Украина                         | «Je t’aime» (Рик Аллисон / Лара Фабиан)                         | —                              | —                              | —                              | —                              |
| 8  | Анастасия Чеважевская 24 года, Москва                         | «Мир без любимого» (Александр Зацепин / Юрий Энтин)             |                                | —                              |                                |                                |
| 9  | Алексей Исмаилов 24 года, Новосибирск                         | «Sorry Seems to Be the Hardest Word» (Элтон Джон / Берни Топин) | Полная команда                 | —                              | —                              | —                              |
| 10 | Алиса Гелисс 20 лет, Калининград                              | «This Love» (Адам Левин / Джесси Кармайкл)                      | Полная команда                 | —                              | —                              |                                |
| 11 | Методие Бужор 38 лет, Санкт-Петербург                         | «Dicitencello vuje» (Родолфо Фальво / Энцо Фуско)               | Полная команда                 | —                              |                                | Полная команда                 |
| 12 | Джулиана Стрейнджлав 27 лет, Москва                           | «You Can Leave Your Hat On» (Рэнди Ньюман)                      | Полная команда                 |                                | Полная команда                 | Полная команда                 |

## Поединки

### Выпуски № 7-9: Поединки
Этап «Поединки» начался 16 ноября и завершился 30 ноября 2012 года. 24 участника, которые выиграли свои поединки, прошли в этап «Нокауты».
| Выпуск               | Наставник          | № | Победитель            | Песня                                                                                   | Проигравший                          |
| -------------------- | ------------------ | - | --------------------- | --------------------------------------------------------------------------------------- | ------------------------------------ |
| Выпуск 7 (16 ноября) | Леонид Агутин      | 1 | Анастасия Спиридонова | «Бросай» (Виктория Которова)                                                            | Злат Хабибуллин                      |
| Выпуск 7 (16 ноября) | Александр Градский | 2 | Полина Зизак          | «Proud Mary» (Джон Фогерти)                                                             | Дарья Дубовицкая                     |
| Выпуск 7 (16 ноября) | Пелагея            | 3 | Ачи Пурцеладзе        | «Мой друг играет блюз» (Евгений Маргулис / Андрей Макаревич)                            | Оксана Петрова                       |
| Выпуск 7 (16 ноября) | Дима Билан         | 4 | Анастасия Чеважевская | «Vivo per lei» (Валерио Зелли / Мауро Менгали / Луиджи Панчери / Гатто Панчери)         | Артём Демишев                        |
| Выпуск 7 (16 ноября) | Леонид Агутин      | 5 | Александр Поздняков   | «Crazy» (Брайан Бёртон / Томас Кэллавей / Джанфранко Ревербери)                         | Александра Барташевич                |
| Выпуск 7 (16 ноября) | Александр Градский | 6 | Илья Юдичев           | «O sole mio» (Эдуардо ди Капуа / Джованни Капурро)                                      | Павел Тарасов                        |
| Выпуск 7 (16 ноября) | Дима Билан         | 7 | Ольга Кляйн           | «Ain’t Nobody» (Дэвид «Хоук» Волински)                                                  | Валерия Ахатова                      |
| Выпуск 7 (16 ноября) | Пелагея            | 8 | Мария Гойя            | «The Diva Dance» (Эрик Серра)                                                           | Анна Золотова                        |
|                      |                    |   |                       |                                                                                         |                                      |
| Выпуск 8 (23 ноября) | Пелагея            | 1 | Никита Поздняков      | «Moscow Calling» (Алексей Белов)                                                        | Джулиана Стрейнджлав                 |
| Выпуск 8 (23 ноября) | Александр Градский | 2 | Дина Гарипова         | «When You Believe» (Стивен Шварц)                                                       | Валерия Гринюк                       |
| Выпуск 8 (23 ноября) | Леонид Агутин      | 3 | Эдвард Хачарян        | «Я тебя люблю» (Николай Носков / Константин Арсенев)                                    | Влада Чупрова                        |
| Выпуск 8 (23 ноября) | Дима Билан         | 4 | Маргарита Позоян      | «I’m Every Woman» (Николас Эшворд / Валери Симпсон)                                     | Наталья Терехова                     |
| Выпуск 8 (23 ноября) | Пелагея            | 5 | Роман Втюрин          | «Я тебя никогда не забуду» (Алексей Рыбников / Андрей Вознесенский)                     | Дина Гарифуллина                     |
| Выпуск 8 (23 ноября) | Леонид Агутин      | 6 | Артём Качарян         | «Georgia on My Mind» (Говард Кармайкл / Стюарт Горрелл)                                 | Алиса Гелисс                         |
| Выпуск 8 (23 ноября) | Дима Билан         | 7 | Анастасия Кашникова   | «Кому? Зачем?» (Ирина Дубцова)                                                          | Алина Башкина                        |
| Выпуск 8 (23 ноября) | Александр Градский | 8 | Павел Пушкин          | «Con te partiro» (Франческо Сартори / Лучио Кварантото)                                 | Артур Васильев                       |
|                      |                    |   |                       |                                                                                         |                                      |
| Выпуск 9 (30 ноября) | Александр Градский | 1 | Евгений Кунгуров      | «Синяя вечность» (Муслим Магомаев / Геннадий Козловский)                                | Методие Бужор                        |
| Выпуск 9 (30 ноября) | Пелагея            | 2 | Анри Гогниашвили      | «Без бою» (Святослав Вакарчук)                                                          | Мари Карне                           |
| Выпуск 9 (30 ноября) | Леонид Агутин      | 3 | Иделия Мухаметзянова  | «Blame It on the Boogie» (Майкл Кларк Джексон / Мик Джексон / Элмар Крон / Томас Мейер) | Лия Саркисян                         |
| Выпуск 9 (30 ноября) | Дима Билан         | 4 | Юлия Терещенко        | «Бумажный змей» (Виктор Резников)                                                       | Ксения Герасимова                    |
| Выпуск 9 (30 ноября) | Александр Градский | 5 | Светлана Сайдиева     | «L’italiano» (Кристиано Минеллоно / Сальваторе Кутуньо)                                 | Сослан Кулумбеков                    |
| Выпуск 9 (30 ноября) | Пелагея            | 6 | Эльмира Калимуллина   | «Lady Marmalade» (Кенни Нолан / Роберт Крю)                                             | Гаяна Захарова                       |
| Выпуск 9 (30 ноября) | Дима Билан         | 7 | Алекс Малиновский     | «Whenever I Say Your Name» (Гордон Самнер)                                              | Анжелика Фролова и Виктория Кузьмина |
| Выпуск 9 (30 ноября) | Леонид Агутин      | 8 | Севара Назархан       | «Run to You» (Джад Фридман / Аллан Рич)                                                 | Софья Авазашвили                     |

## Нокауты

### Выпуск № 10: Нокауты
Этап «Нокауты» вышел в эфир 7 декабря 2012 года. В каждой команде каждого наставника осталось шесть участников. Наставники разделили свою команду на три двойки и оставили в проекте лишь одного вокалиста из каждой двойки. В отличие от этапа «Поединки», здесь два участника исполняли две разные песни. В Четвертьфинал прошли по три участника от каждой команды.
| Выпуск                | №  | Наставник          | Песня                                                                            | Победитель            | Проигравший           | Песня                                                                                   |
| --------------------- | -- | ------------------ | -------------------------------------------------------------------------------- | --------------------- | --------------------- | --------------------------------------------------------------------------------------- |
| Выпуск 10 (7 декабря) | 1  | Леонид Агутин      | «Hurt» (Кристина Агилера / Линда Перри / Марк Ронсон)                            | Анастасия Спиридонова | Иделия Мухаметзянова  | «Cabaret» (Джон Кандер / Фрэд Эбб)                                                      |
| Выпуск 10 (7 декабря) | 2  | Дима Билан         | «Остров любви» (Михаил Некрасов / Любовь Воропаева)                              | Маргарита Позоян      | Анастасия Кашникова   | «Улетай на крыльях ветра…» из оперы «Князь Игорь» (Александр Бородин / Владимир Стасов) |
| Выпуск 10 (7 декабря) | 3  | Александр Градский | «Angel» (Сара Маклахлан)                                                         | Дина Гарипова         | Илья Юдичев           | «Who Wants to Live Forever» (Брайан Мэй)                                                |
| Выпуск 10 (7 декабря) | 4  | Пелагея            | «Хабанера» из оперы «Кармен» (Жорж Бизе)                                         | Эльмира Калимуллина   | Роман Втюрин          | «Влюбленный солдат» (Энрико Каннио / И.Каминская)                                       |
| Выпуск 10 (7 декабря) | 5  | Пелагея            | «Trouble» (Джерри Либер / Майк Столлер)                                          | Мария Гойя            | Ачи Пурцеладзе        | «I Just Called to Say I Love You» (Стиви Уандер)                                        |
| Выпуск 10 (7 декабря) | 6  | Леонид Агутин      | «Мелодия» (Арно Бабаджанян / Михаил Матусовский)                                 | Эдвард Хачарян        | Александр Поздняков   | «Романс» (Анатолий Бальчев / Николай Гумилев)                                           |
| Выпуск 10 (7 декабря) | 7  | Дима Билан         | «Блюз» (Леонид Агутин)                                                           | Юлия Терешенко        | Анастасия Чеважевская | «All the Man that I Need» (Дин Питчфорд / Майкл Гор)                                    |
| Выпуск 10 (7 декабря) | 8  | Александр Градский | «My Way» (Пол Анка / Клод Франсуа / Жак Рево / Жиль Тибо)                        | Евгений Кунгуров      | Павел Пушкин          | «Песенка волшебника» (Геннадий Гладков / Юлий Ким)                                      |
| Выпуск 10 (7 декабря) | 9  | Дима Билан         | «Crazy in Love» (Юджин Рекорд / Бейонсе Ноулз / Ричард Харрисон / Шон Картер)    | Ольга Кляйн           | Алекс Малиновский     | «Breathe Easy» (Ларс Дженсен / Мартин Ларссон / Ли Райан)                               |
| Выпуск 10 (7 декабря) | 10 | Пелагея            | «Wicked Game» (Крис Айзек)                                                       | Анри Гогниашвили      | Никита Поздняков      | «Колыбельная» (Оскар Фельцман / Расул Гамзатов)                                         |
| Выпуск 10 (7 декабря) | 11 | Александр Градский | «The Power of Love» (Мэри Эпплгейт / Кэнди Деруж / Гюнтер Менде / Дженнифер Раш) | Полина Зизак          | Светлана Сайдиева     | «The Voice Within» (Кристина Агилера / Глен Баллард)                                    |
| Выпуск 10 (7 декабря) | 12 | Леонид Агутин      | «If I Ain’t Got You» (Алиша Киз)                                                 | Артём Качарян         | Севара Назархан       | «Там нет меня» (Игорь Николаев / Павел Жагун-Линник)                                    |

## Четвертьфинал

### Выпуск № 11: Четвертьфинал
Прямой эфир четвертьфинала состоялся 14 декабря 2012 года. В команде каждого наставника осталось три участника. Один участник выбыл, один прошёл в полуфинал по решению зрительского голосования, один прошёл в полуфинал по решению своего наставника. Таким образом в полуфинал прошли по два вокалиста от каждой команды.
| Выпуск                 | Наставник          | №  | Участник              | Песня                               | Итог                                     |
| ---------------------- | ------------------ | -- | --------------------- | ----------------------------------- | ---------------------------------------- |
| Выпуск 11 (14 декабря) | Леонид Агутин      | 1  | Артём Качарян         | «Песня о далёкой родине»            | Выбыл                                    |
| Выпуск 11 (14 декабря) | Леонид Агутин      | 2  | Анастасия Спиридонова | «I’m Outta Love»                    | Прошла в полуфинал по решению зрителей   |
| Выпуск 11 (14 декабря) | Леонид Агутин      | 3  | Эдвард Хачарян        | «Delilah»                           | Прошёл в полуфинал по решению наставника |
| Выпуск 11 (14 декабря) | Пелагея            | 4  | Мария Гойя            | «Ой не світи, місяченьку»           | Прошла в полуфинал по решению наставника |
| Выпуск 11 (14 декабря) | Пелагея            | 5  | Эльмира Калимуллина   | «Is It a Crime»                     | Прошла в полуфинал по решению зрителей   |
| Выпуск 11 (14 декабря) | Пелагея            | 6  | Анри Гогниашвили      | «Я хочу быть с тобой»               | Выбыл                                    |
| Выпуск 11 (14 декабря) | Дима Билан         | 7  | Ольга Кляйн           | «It Don’t Mean a Thing»             | Прошла в полуфинал по решению наставника |
| Выпуск 11 (14 декабря) | Дима Билан         | 8  | Юлия Терещенко        | «Stand Up for Love»                 | Выбыла                                   |
| Выпуск 11 (14 декабря) | Дима Билан         | 9  | Маргарита Позоян      | «I Have Nothing»                    | Прошла в полуфинал по решению зрителей   |
| Выпуск 11 (14 декабря) | Александр Градский | 10 | Дина Гарипова         | «Ты на свете есть»                  | Прошла в полуфинал по решению зрителей   |
| Выпуск 11 (14 декабря) | Александр Градский | 11 | Полина Зизак          | «And I’m Telling You I’m Not Going» | Выбыла                                   |
| Выпуск 11 (14 декабря) | Александр Градский | 12 | Евгений Кунгуров      | «Ноктюрн»                           | Прошёл в полуфинал по решению наставника |

| № | Исполнитель                                                          | Песня         |
| - | -------------------------------------------------------------------- | ------------- |
| 1 | Леонид Агутин, Анастасия Спиридонова, Артём Качарян и Эдвард Хачарян | «Аэропорты»   |
| 2 | Пелагея, Эльмира Калимуллина, Мария Гойя и Анри Гогниашвили          | «Под ракитою» |
| 3 | Дима Билан, Маргарита Позоян, Ольга Кляйн и Юлия Терещенко           | «Believe»     |
| 4 | Александр Градский, Дина Гарипова, Евгений Кунгуров и Полина Зизак   | «Hey Jude»    |

## Полуфинал

### Выпуск № 12: Полуфинал
Выпуск вышел в прямом эфире 21 декабря 2012 года. В команде каждого наставника осталось два участника. По результатам голосования зрителей и наставников в Финал прошли по одному вокалисту от каждой команды.
| Выпуск                 | Наставник          | № | Участник              | Песня                    | Голоса наставника | Голоса зрителей | Сумма голосов | Итог           |
| ---------------------- | ------------------ | - | --------------------- | ------------------------ | ----------------- | --------------- | ------------- | -------------- |
| Выпуск 12 (21 декабря) | Александр Градский | 1 | Евгений Кунгуров      | «Есть только миг»        | 40 %              | 29 %            | 69 %          | Выбыл          |
| Выпуск 12 (21 декабря) | Александр Градский | 2 | Дина Гарипова         | «The Music of the Night» | 60 %              | 71 %            | 131 %         | Прошла в финал |
| Выпуск 12 (21 декабря) | Леонид Агутин      | 3 | Эдвард Хачарян        | «The Show Must Go On»    | 40 %              | 46 %            | 86 %          | Выбыл          |
| Выпуск 12 (21 декабря) | Леонид Агутин      | 4 | Анастасия Спиридонова | «All by Myself»          | 60 %              | 54 %            | 114 %         | Прошла в финал |
| Выпуск 12 (21 декабря) | Пелагея            | 5 | Эльмира Калимуллина   | «В горнице моей светло»  | 60 %              | 65 %            | 125 %         | Прошла в финал |
| Выпуск 12 (21 декабря) | Пелагея            | 6 | Мария Гойя            | «It’s My Life»           | 40 %              | 35 %            | 75 %          | Выбыла         |
| Выпуск 12 (21 декабря) | Дима Билан         | 7 | Маргарита Позоян      | «Rolling in the Deep»    | 60 %              | 49 %            | 109 %         | Прошла в финал |
| Выпуск 12 (21 декабря) | Дима Билан         | 8 | Ольга Кляйн           | «Колыбельная»            | 40 %              | 51 %            | 91 %          | Выбыла         |

| № | Исполнитель                                             | Песня               |
| - | ------------------------------------------------------- | ------------------- |
| 1 | Иосиф Кобзон, Дина Гарипова и Евгений Кунгуров          | «Надежда»           |
| 2 | Алексей Чумаков, Анастасия Спиридонова и Эдвард Хачарян | «Загадай»           |
| 3 | Чайф, Эльмира Калимуллина и Мария Гойя                  | «Я рисую на окне»   |
| 4 | Полина Гагарина, Маргарита Позоян и Ольга Кляйн         | «Спектакль окончен» |

## Финал

### Выпуск № 13: Финал
Финал вышел в прямом эфире 29 декабря 2012 года. Четыре сильнейших вокалиста проекта (каждый из них — в своей команде) исполнили одну сольную песню, одну в дуэте со звездой и одну в дуэте со своим наставником. Победителем сезона стала Дина Гарипова из команды Александра Градского.
| Выпуск                 | Наставник          | Участник              | № | Дуэт со звездой                                  | № | Соло                       | №      | Дуэт с наставником    | Голоса зрителей | Итог            |
| ---------------------- | ------------------ | --------------------- | - | ------------------------------------------------ | - | -------------------------- | ------ | --------------------- | --------------- | --------------- |
| Выпуск 13 (29 декабря) | Дима Билан         | Маргарита Позоян      | 1 | «Ещё люблю» (с A’Studio)                         | 5 | «Не надо слов»             | Выбыла | Выбыла                | Выбыла          | Четвёртое место |
| Выпуск 13 (29 декабря) | Пелагея            | Эльмира Калимуллина   | 2 | «Где ты?» (с Сергеем Мазаевым)                   | 6 | «Adagio»                   | 9      | «Canção do Mar»       | 33,7 %          | Второе место    |
| Выпуск 13 (29 декабря) | Александр Градский | Дина Гарипова         | 3 | «Skyfall» (с Притулой Фантине и Игорем Бутманом) | 7 | «Non, je ne regrette rien» | 10     | «Не отрекаются, любя» | 66,3 %          | Победитель      |
| Выпуск 13 (29 декабря) | Леонид Агутин      | Анастасия Спиридонова | 4 | «Я тебе не верю» (с Григорием Лепсом)            | 8 | «Любовь и одиночество»     | 11     | «На сиреневой луне»   | Третье место    | Третье место    |

| № | Исполнитель                                                                 | Песня            |
| - | --------------------------------------------------------------------------- | ---------------- |
| 1 | Маргарита Позоян, Эльмира Калимуллина Дина Гарипова и Анастасия Спиридонова | «Happy New Year» |
| 2 | Маргарита Позоян и Дима Билан                                               | «Caruso»         |